# Pfarrkirche St. Georgen bei Salzburg
Pfarrkirche St. Georgen bei Salzburg este o arie protejată (arie specială de conservare — SAC, sit de importanță comunitară — SCI) din Austria întinsă pe o suprafață de 0,07 ha, integral pe uscat.

## Localizare
Centrul sitului Pfarrkirche St. Georgen bei Salzburg este situat la coordonatele 47°59′N 12°53′E / 47.99°N 12.88°E.

## Înființare
Situl Pfarrkirche St. Georgen bei Salzburg a fost declarat sit de importanță comunitară în septembrie 2014 pentru a proteja 2 specii de animale. Situl a fost protejat și ca arie specială de conservare în martie 2016.

## Biodiversitate
Situată în ecoregiunea continentală, aria protejată nu include niciun habitat protejat.
La baza desemnării sitului se află mai multe specii protejate de  mamifere (2): liliac comun (Myotis myotis), liliacul mic cu potcoavă (Rhinolophus hipposideros).
Pe lângă speciile protejate, pe teritoriul sitului au mai fost identificate 1 specie de păsări.